# V8野菜ジュース
V8野菜ジュース（ブイはちやさいジュース）はジュースの商標である。名称は8種類の野菜(Vegetable)から作られたことに由来し、アメリカの食品会社キャンベル・スープ・カンパニーの登録商標である。日本でも「V8（ブイハチ、ブイエイト）」の名称で商標登録されている。

## V8野菜ジュース
V8野菜ジュースは、トマトをベースとしており、そこにビート、セロリ、ニンジン、レタス、パセリ、クレソン、ホウレンソウが入っている。トマトジュースが約87パーセントを占める。キャンベル社はV8野菜ジュースのバリエーションとして減塩、スパイシーホット、高繊維量、抗活性酸素(リコピン入り)、カルシウムリッチタイプなどを販売している。
関連商品として「V8 Splash」と「V8 V Fusion」があり、さまざまな果物や野菜（特にニンジン）がブレンドされている。V8 Splashは異性化糖やスクラロースなどで甘味をつけたものであり、V Fusionは8オンス (230 g)のコップ1杯で1日に必要な果物と野菜を取ることができる。

### 歴史
V8野菜ジュースの前身は、New England Products Companyのピーコック（W.G.Peacock, 1896-1948）が開発した「Vege-min」であった。Vege-minの売り上げが不振だったため、1933年、ピーコックはVege-minに1成分を足して「Vege-min 8」として販売した。時をおかずイリノイ州Evanstonの卸売商のアドバイスにより「V-8」に改名された。
なお、当時のアメリカでは自動車エンジンとして、V型8気筒（通称V8）が新型・上位機種と見なされていた。
「V-8」は成功を収め、1948年にキャンベル・スープ・カンパニーに買収された。

### 派生商品
カクテルブラッディ・マリーのトマトジュースの代わりにV8を使った「ブラッディエイト(bloody eight)」「エイトボール(eight ball)」というカクテルがある。また、V8とオレンジ味のソーダをミックスした「Vi-8」あるいは「Vimal 8」と呼ばれるものがある。

## コマーシャル
キャンベルスープ社は「食事の際に野菜を食べない人を、別の（意外な）人が額を叩く」というストーリーで、その最後を「Could've had a V8.（V8野菜ジュースをどうぞ）」で締めくくるコマーシャルを作製している。
例えば「母親がポテトフライを食べながら自分の子供に『美味しいわよ！』と誘いかけると、子供が母親の額を叩く」、あるいは「ドライブスルーで男性客が『トマトとレタス抜きのダブルバーガー』を注文すると、店員が商品を渡した後に客の額を叩く」といったストーリーである。このコマーシャルはアメリカで大ヒットし、我儘な相手の額をふざけて叩く行動が「Could've had a V8」または「V8 Slap」として流行したことがある。

## V8果物&野菜ジュース
キャンベル社は、イギリスやオーストラリアといった国々で、野菜ジュースと果物ジュースをブレンドした「V8 100%果物&野菜ジュース」を製造している。これは今では地域によっては「V8フュージョン」として販売されている。V8フュージョンは野菜と果物が半々で混ぜられた250ミリリットルパックとして売られている。
- ストロベリーバナナ（10種類）／サツマイモ、トマト、ニンジン、ビート、白ブドウ、オレンジ、リンゴ、イチゴ、バナナとバナナピュレ
- トロピカルオレンジ（7種類）／サツマイモ、ニンジン、黄色トマト、カボチャ(squash)、白ブドウ、オレンジ、パイナップル
- ピーチマンゴー（7種類）／サツマイモ、黄色トマト、カボチャ、白ブドウ、オレンジ、モモ、マンゴー

オーストラリアには「トロピカル」「メロンバースト(Melon Burst)」「シトラススプラッシュ(Citrus Splash)」「アップル」「キャロット&ジンジャー」「アップルプラムフュージョン」が販売されている。

## 栄養
Nutrition Data (Australia)による値
| 250mlパックに含まれる成分 |                  |                 |
|                           | 1パックあたり    | 100グラムあたり |
| エネルギー                | 165 kJ (39 kcal) | 66 kJ (16 kcal) |
| プロテイン                | 2.4 g            | 1.0 g           |
| 脂質                      |                  |                 |
| - 総量                    | ゼロ             | ゼロ            |
| - 飽和脂肪酸              | ゼロ             | ゼロ            |
| 炭水化物                  |                  |                 |
| - 総量                    | 6.3 g            | 2.5 g           |
| - 糖質                    | 6.3 g            | 2.5 g           |
| ナトリウム                | 660 mg           | 263 mg          |
| ビタミンA                 | 325 µg (40%)^    | 130 µg          |
| ビタミンC                 | 52 mg (130%)^    | 21 mg           |

^Recommended Dietary Intakeに対するパーセンテージ。

## その他
V8野菜ジュースは「V8ジュース寒天培地」の名称で寒天培地の原料としても利用されている。